# فرودگاه چارا
فرودگاه چارا فرودگاهی عمومی واقع در چارا در کشور روسیه است.